# Beauce (Québec)

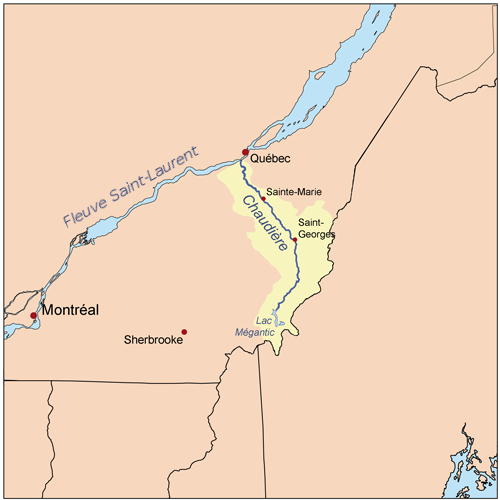
Der Fluss Chaudière, der die Beauce durchfließt.

Die Beauce [bos] ist eine Region in der Provinz Québec in Kanada. Sie erstreckt sich vom Lac Mégantic dem Fluss Chaudière entlang bis zu seiner Mündung in den Sankt-Lorenz-Strom etwa 15 Kilometer südlich der Provinzhauptstadt Québec. Die Beauce ist Bestandteil der größeren Verwaltungsregion Chaudière-Appalaches und bekannt für ihren Ahornsirup, der dort im gesamten Frühjahr produziert wird. Die Region setzt sich wiederum aus den regionalen Grafschaftsgemeinden La Nouvelle-Beauce, Beauce-Sartigan und Beauce-Centre zusammen.

## Geografie
Die Region erhielt ihren Namen von der Beauce in Mittelfrankreich. Sie hat keine eindeutig festgelegten Grenzen, da sie eher landschaftlich als politisch zu betrachten ist. Sie wird jedoch durch die Grenze zum US-Bundesstaat Maine nach Süden und durch den Sankt-Lorenz-Strom im Norden definiert.

## Wirtschaft
Die Beauce ist landwirtschaftlich geprägt und man fand lange Zeit keine oder nur sehr wenig Industrie vor. Im 20. Jahrhundert hat sich die Beauce jedoch stark weiterentwickelt. Die Groupe Canam ist ein großer Arbeitgeber und baut Stahlkonstruktionen für Brücken und Stadien. Sie hat ihren Sitz in Saint-Georges. Die Süßwarenfabrik Vachon wurde ebenfalls in der Beauce gegründet und hat ihren Sitz noch immer in Sainte-Marie.

## Sport
Seit 1986 wird jährlich die Tour de Beauce durchgeführt, ein Etappenrennen im Straßenradsport.

## Persönlichkeiten der Beauce
- Gilles Bernier, Politiker
- Maxime Bernier (* 1963), Politiker
- Roch Carrier, Dramaturg und Autor
- Marcel Dutil, Geschäftsmann
- Daniel Lessard, Politikanalyst
- Marie-Philip Poulin (* 1991), Eishockeyspielerin
- Arcade Vachon und Rose-Anne Giroux, Gründer der Firma Vachon
- Maxime Landry, Sänger und Gewinner des Preises Star Académie